# Hirokazu Kanazawa
Kancho Hirokazu Kanazawa (金澤 弘和) (født 3. maj 1931 i Japan, død 8. december 2019) var en verdenskendt shotokan-karateinstruktør.

## Biografi
Kanazawa trænede judo i sine yngre år, men da han startede på universitetet, begyndte han sin karatetræning under Masatoshi Nakayama, tidligere chefinstruktør i JKA, mens han engang imellem trænede under Gichin Funakoshi.

### Karriere
Efter kun halvandet år opnåede han graden Shodan, efterfulgt tre år senere af graden Nidan, og han blev Sandan i 1956. I 1957 stillede han op i All Japan Karate Championship, hvor han vandt finalen med en brækket hånd.
Han gennemgik også JKA-instruktørprogrammet med succes og blev sendt til Hawaii, hvor han blev chefinstruktør i landet. Fem år senere blev han dog i 1966 sendt til Storbritannien, hvor han måtte starte forfra med at popularisere karate. Det var under hans ophold i Storbritannien i 1966 han blev givet graden 6.Dan, og han fik hurtigt opbygget et godt rygte. I 1967 blev udnævnt til chefinstruktør for JKA Europe, en position han beholdt i lang tid.
Med graden 7.dan i 1977 valgte Kanazawa at starte et nyt kapitel og forlod JKA, og etablerede SKIF – en organisation som i store træk er vokset til omkring to millioner medlemmer. Organisationens succes skyldes formentligt Kanazawas personlige succes.

#### Andet virke
Kanazawa har udover aktiv karateudøver skrevet bøger om shotokan-karate:
- H. Kanazawa: Kankudai (London: Paul H. Crompton 1969) (ISBN 978-0-9017-6402-7)
- C. W. Nicol, M. Ikeda & H. Kanazawa: Moving Zen: One man's journey to the heart of Karate (Tokyo: Kodansha International 2001) (ISBN 978-4-7700-2755-9)
- H. Kanazawa: Karate: My life (Singapore: Kendo World Publications 2003) (ISBN 978-4-9901-6942-8)
- H. Kanazawa & R. Berger: Karate fighting techniques: The complete kumite (Tokyo: Kodansha International 2004) (ISBN 978-4-7700-2872-3)
- H. Kanazawa: Black Belt Karate (Tokyo: Kodansha International 2006) (ISBN 978-4-7700-2775-7)